# 畢卡索大樓
畢卡索大樓（Torre Picasso）是位於西班牙馬德里的一座摩天大樓，高157公尺、43層樓，1989年完工，在巴里大飯店建成前是西班牙第一高樓。

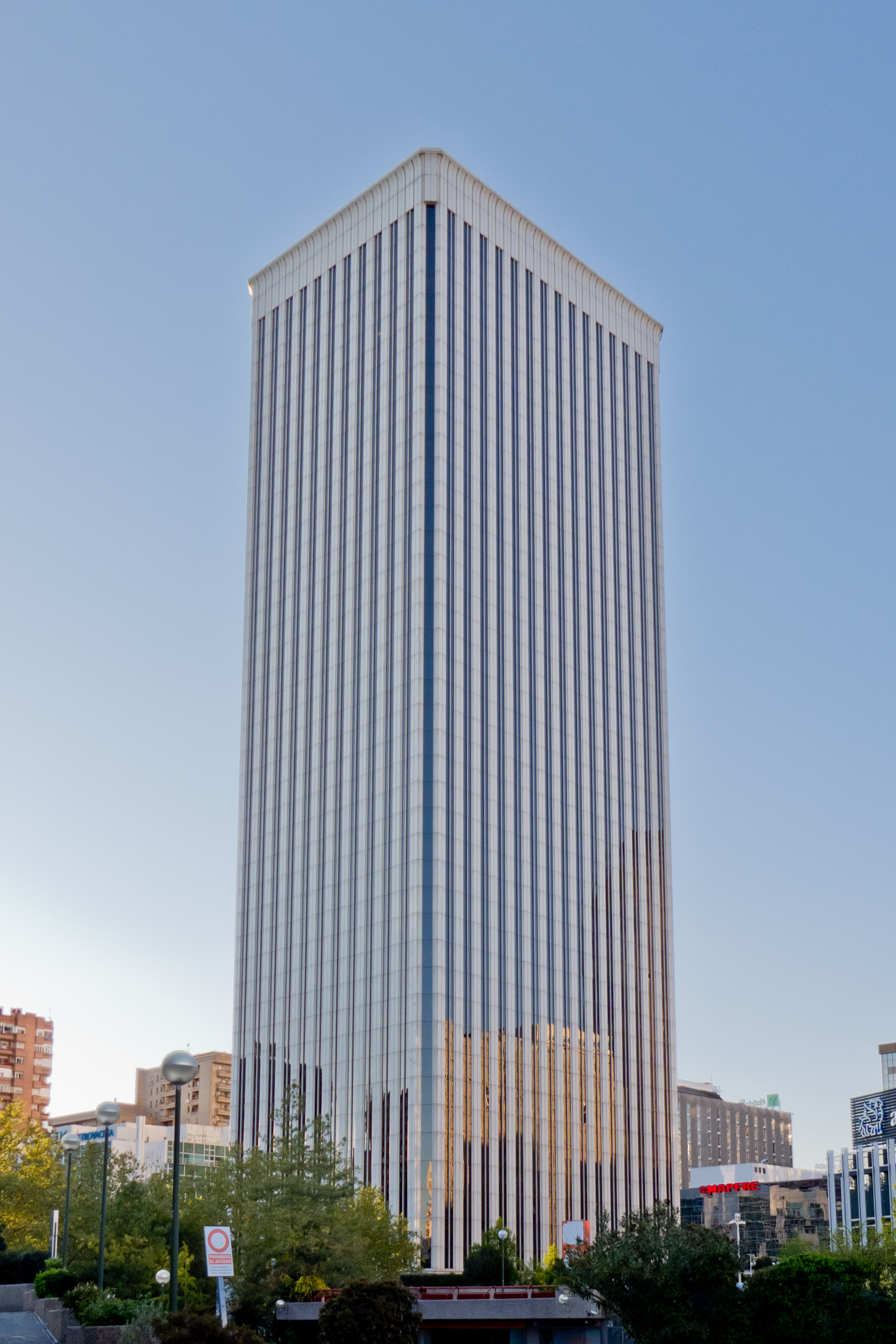
畢卡索大樓